# Hagnagora lex
Hagnagora lex Es una especie de polilla de la familia de las geométridas. Habitas la región de los Andes orientales ecuatorianos.
Los adultos son más pequeños que los de la especia Hagnagora buckleyi y de tamaño similar a Hagnagora catagrammina. La extensión de las machas azules es significativamente más pequeña que en las H. buckleyi. La forma de la banda transversal en las alas anerioers es similar a las de H. buckleyi, pero la banda no se extiende tanto hacia los bordes del ala.